# Distrito Escolar de Fullerton
El Distrito Escolar de Fullerton (Fullerton School District) es un distrito escolar en California. Tiene su sede en Fullerton. El distrito gestiona dos escuelas K-8, tres escuelas medias, y 15 escuelas primarias.

## Escuelas
Escuelas K-8:
- Beechwood K-8
- Fisler K-8

Escuelas medias:
- Ladera Vista
- Nicolas
- Parks

Escuelas primarias:
- Acacia
- Commonwealth
- Fern Drive
- Golden Hill
- Hermosa Drive
- Laguna Road
- Maple
- Orangethorpe
- Pacific Drive
- Raymond
- Richman
- Rolling Hills
- Sunset Lane
- Valencia Park
- Woodcrest